# Серцевидка зелена
Серцевидка зелена (Cerastoderma glaucum), "орлик" — вид морських двостулкових молюсків родини Серцевидкові (Cardiidae).
Цей вид мешкає вздовж узбережжя Європи й Північної Африки, у тому числі у Середземному і Чорному морях та Каспійському озері і низькосолоному Балтійському морі. На північному заході Європи (включаючи Британські острови), він зазвичай не живе на відкритому березі. Мешкає на невеликій глибині, зариваючись у пісок і мул.
Серцевидка зелена може виростати до довжини 50 мм. На північному заході Європи, вона нереститься в травні-липні, і планктонна личинкова фаза займає 11-30 днів. Живе, як правило, 2-5 років.